# Tornade (agrès)
Pour les articles homonymes, voir Tornade (homonymie).

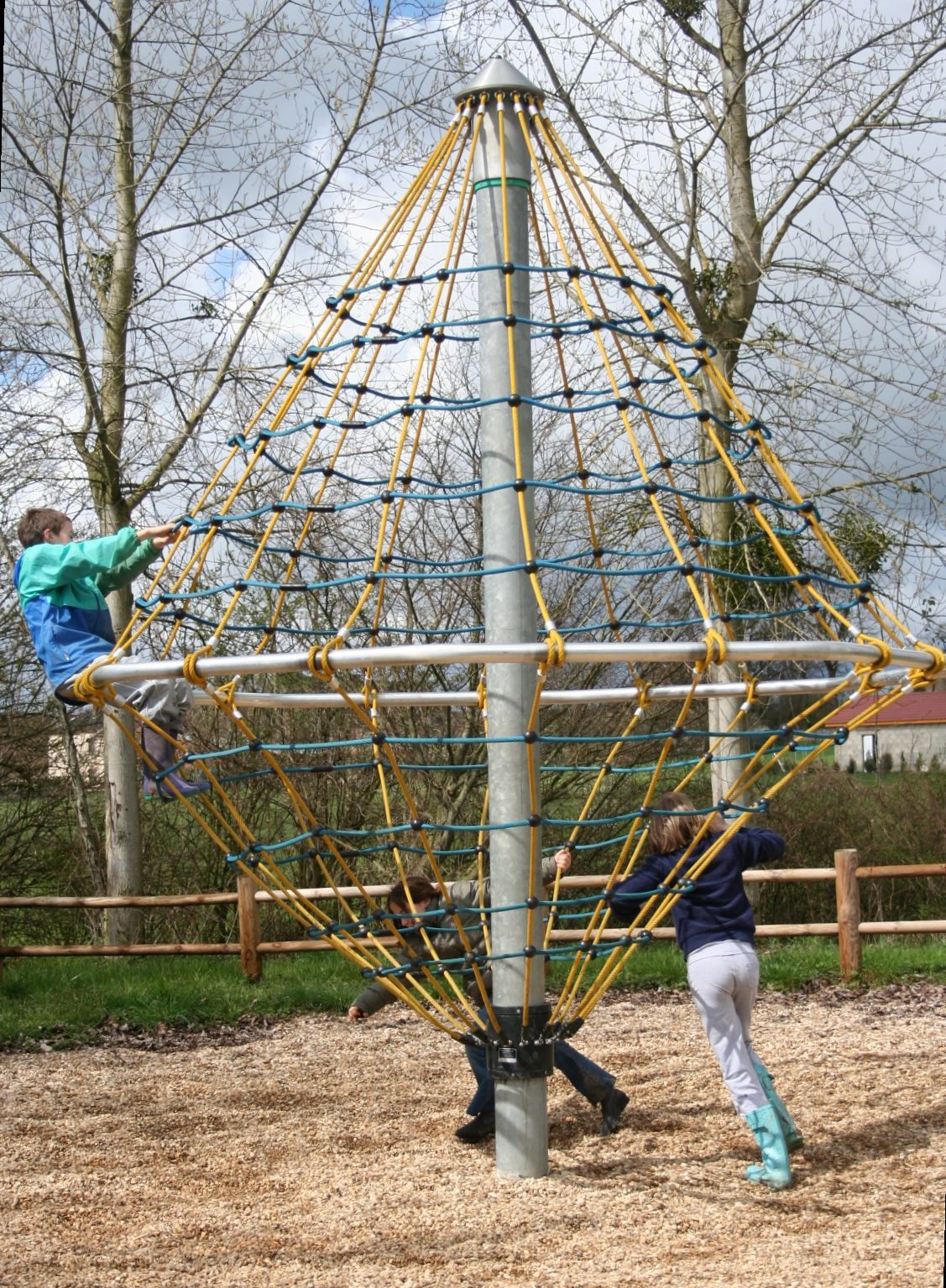
Agrès « Tornade » de Bucey-lès-Gy

On appelle tornade mais également arbre à grimper rotatif un agrès de loisirs formé d'un poteau et d'un cercle tubulaire reliés par un treillis de cordes. Fixées sur des embases tournantes, ces cordes forment deux cônes tournants sur lesquels on peut s'accrocher. C'est un agrès de loisirs mis en place en France par plusieurs collectivités dans les terrains de jeux situés dans des parcs et jardins publics. Il s'agit d'une évolution de la cage à poules.

## Localisation
Il y en a une à Bucey-lès-Gy, au bord du plan d'eau, mise en place à l'initiative de la Communauté de communes des monts de Gy.